# TVP3
TVP3 (TVP3 Regionalna, «Trójka», Program Trzeci Telewizji Polskiej, Regionalna Trójka) — польський національний інформаційно-публіцистичний телеканал суспільного мовника TVP. Об'єднує мережу регіональних телекомпаній та каналів.

## Історія
Телеканал створений на базі «TVP Regionalna», яка об'єднувала мережу регіональних телеканалів TVP. Окрім незалежних регіональних програм, транслювала спільні програми. Восени 2000 року регіональні телеканали отримали логотип «TVP3». Однак появи «TVP3» як мережі телеканалів з головним центральним ще не було, а лише позначало регіональність телеканалу (третя регіональна програма). 3 березня 2002 року «TVP3» замінив регіональні програми по всій Польщі місцевими інформаційними програмами.
6 жовтня 2007 року «TVP3» був замінений на «TVP Info».
2 січня 2016 року «TVP Regionalna» замінений на «TVP3». Спільна програмна сітка була скорочена, а кожна філія розпочала випуск більшої частки власних програм.

## Регіональні філії
Регіональні телеканали, які мовили до 2005 року.
1. Oddział Terenowy TVP SA w Białymstoku (OTV Białystok)
2. Oddział Terenowy TVP SA w Bydgoszczy (OTV Bydgoszcz)
3. Oddział Terenowy TVP SA w Gdańsku (OTV Gdańsk)
4. Oddział Terenowy TVP SA w Katowicach (OTV Katowice)
5. Oddział Terenowy TVP SA w Krakowie (OTV Kraków)
6. Oddział Terenowy TVP SA w Lublinie (OTV Lublin)
7. Oddział Terenowy TVP SA w Łodzi (OTV Łódź)
8. Oddział Terenowy TVP SA w Poznaniu (OTV Poznań)
9. Oddział Terenowy TVP SA w Rzeszowie (OTV Rzeszów)
10. Oddział Terenowy TVP SA w Szczecinie (OTV Szczecin)
11. Oddział Terenowy TVP SA w Warszawie (OTV Warszawa)
12. Oddział Terenowy TVP SA we Wrocławiu (OTV Wrocław)

Регіональні телеканали, які розпочали мовлення 1 січня 2005 року разом із вже існуючими.
1. Oddział Terenowy TVP SA w Gorzowie Wielkopolskim[9] (OTV Gorzów Wielkopolski)
2. Oddział Terenowy TVP SA w Kielcach[9] (OTV Kielce)
3. Oddział Terenowy TVP SA w Olsztynie[9] (OTV Olsztyn)
4. Oddział Terenowy TVP SA w Opolu[9] (OTV Opole)